# Château de Bresse-sur-Grosne
Le château de Bresse-sur-Grosne est un monument historique situé sur la commune de Bresse-sur-Grosne en Saône-et-Loire.

## Description
Le corps central du château est flanqué de deux ailes disposées en retour, un quatrième bâtiment ayant été abattu au sud pour former une cour ouverte sur le parc. L'aile est comprend le donjon, une entrée à pont-levis et, au sud, un prolongement ajouté au XIXe siècle ; une tourelle est accolée au donjon, une tour ronde à l'angle nord-ouest. L'aile ouest comprend quant à elle une partie ancienne reliée au château par un corps de bâtiment (XIXe siècle) au décor néo-Renaissance. Le château a conservé une chapelle du XIIe siècle. Importantes dépendances à usage vinicole (XVIIe siècle) et une ferme modèle. Dans le parc, restes d'une orangerie, d'une glacière et d'un pigeonnier.
Le château, propriété privée, ne se visite pas.
Il fait l’objet d’une inscription au titre des monuments historiques depuis le 21 mars 1983.

## Historique
- 1180 : le château est mentionné dans une bulle du pape Alexandre III.
- XIIe siècle : il appartient à une famille noble du nom de Brecis ou Bressis.
- Vers 1450 : il passe par mariage à la famille Palatin de Dyo, puissante maison du Charolais.
- 1617 : la propriété est vendue à réméré aux moines de l'abbaye de La Ferté, qui commencent sur les terrains une exploitation viticole et construisent les bâtiments d'exploitation.
- 1689 : les Palatin de Dyo récupèrent la propriété.
- XVIIIe siècle : le château passe par mariage aux Cambis, famille originaires de Provence.
- 1769 : le domaine est vendu à Philibert Chiquet, bourgeois de Chalon.
- 1799 : Philibert Chiquet lègue le domaine à sa petite-nièce Claudine-Marguerite qui, par mariage, l'apporte à la famille Murard à laquelle il appartient encore.
- 1870 : la restauration du château est confiée à Sanson, architecte parisien.

## Galerie

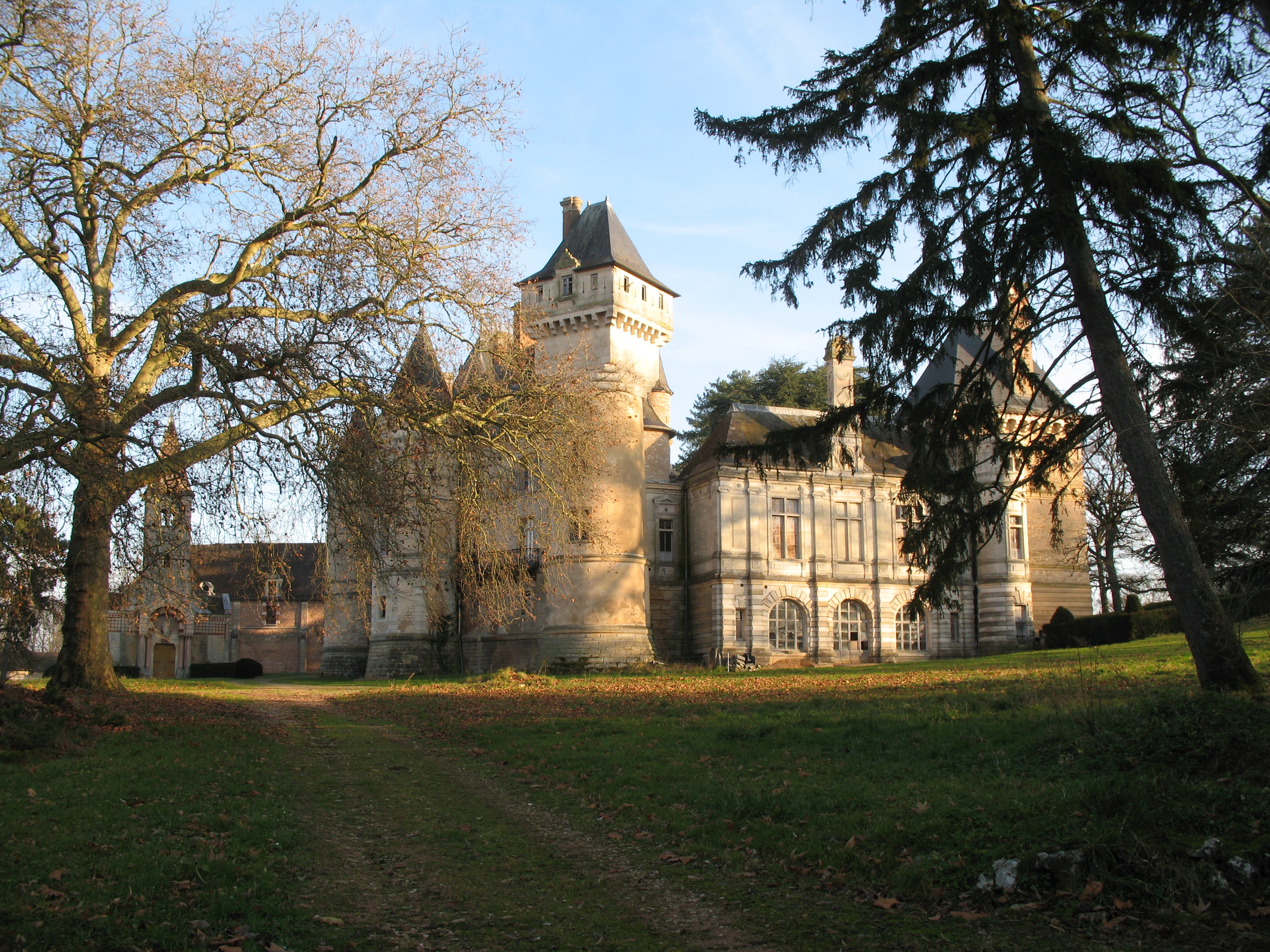
Château de Bresse-sur-Grosne.
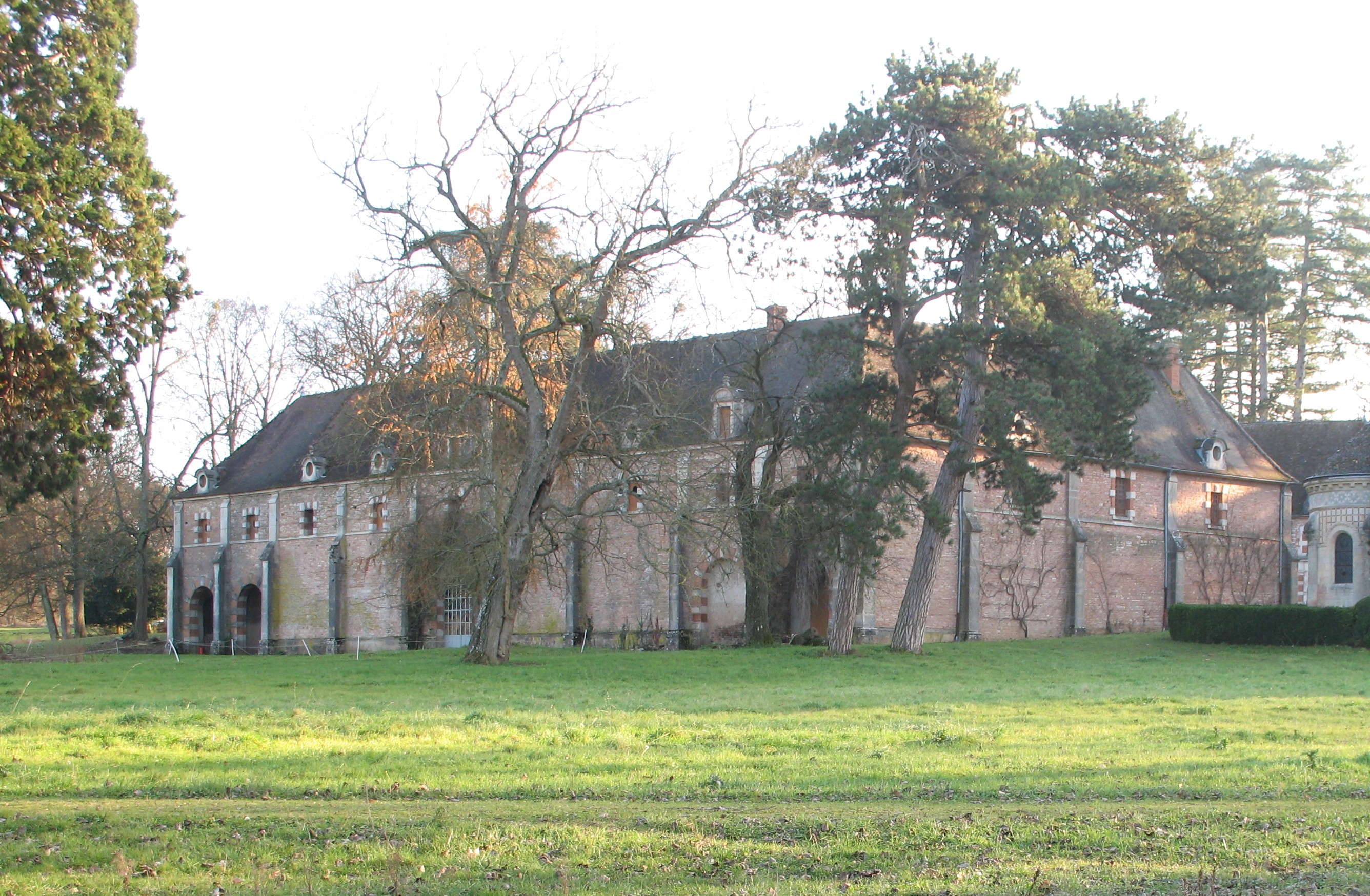
Les dépendances cisterciennes du château.
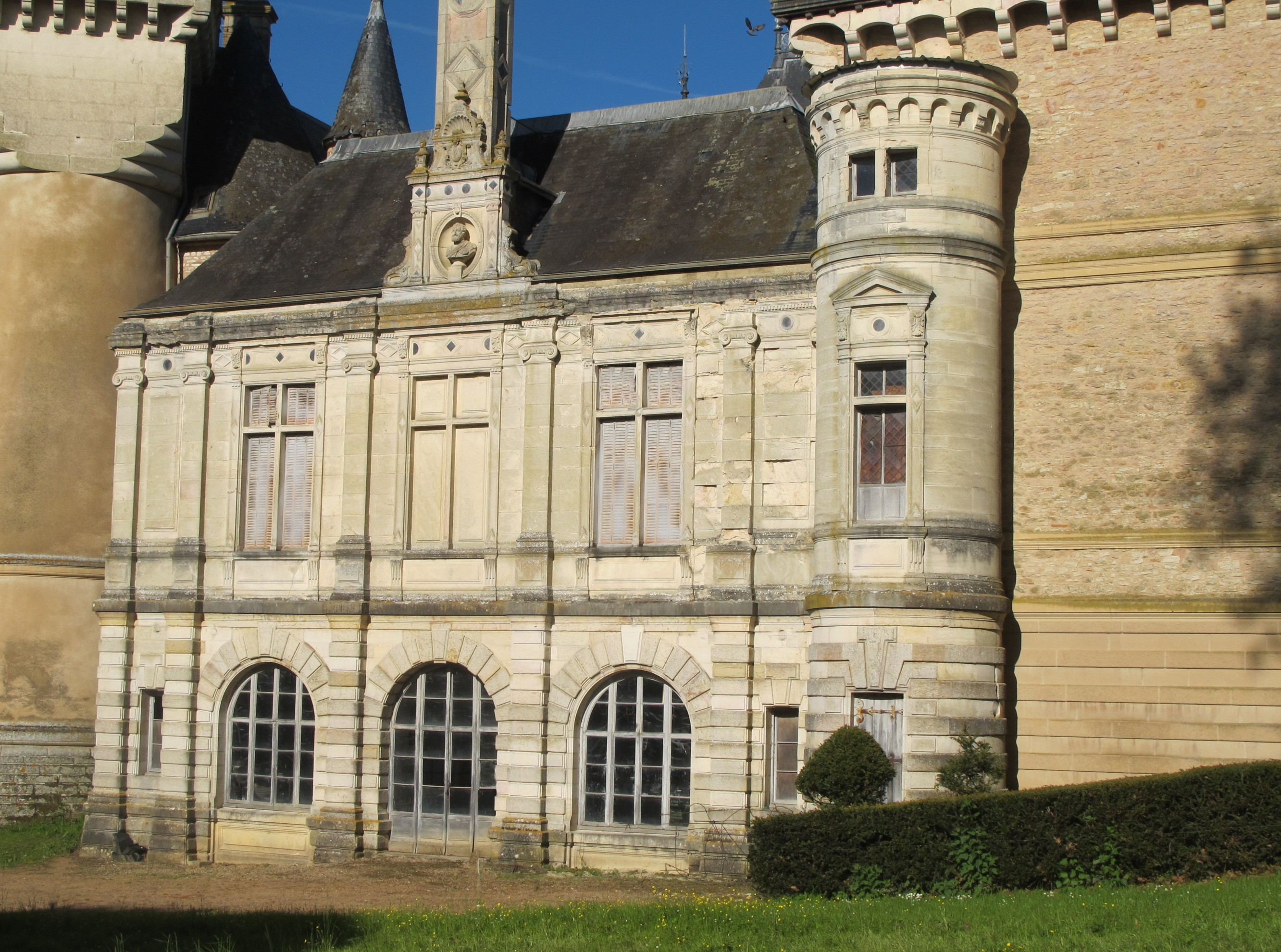
Partie centrale ouest en style néo-Renaissance.
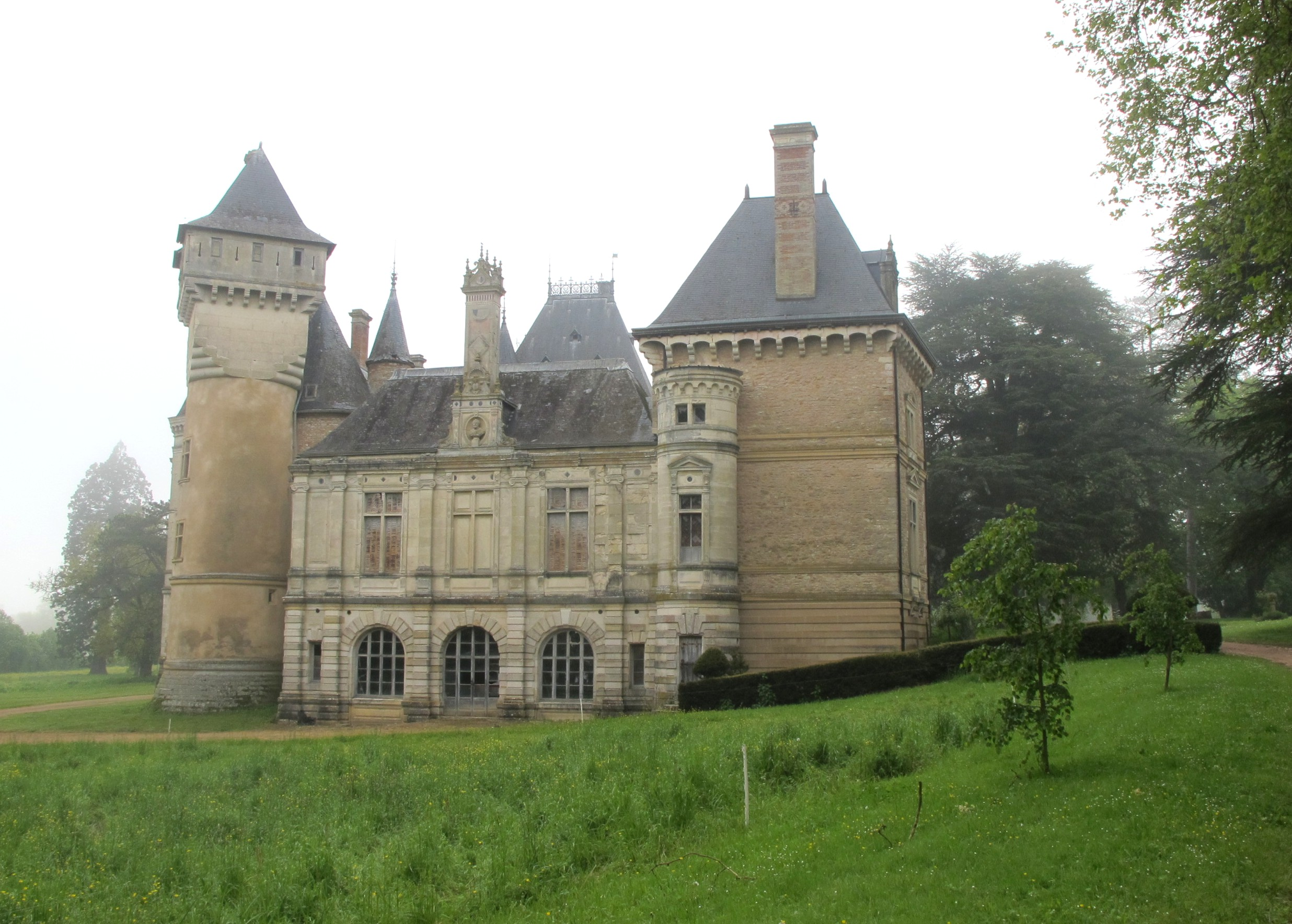
Partie ouest.